# Гелигайр
Гелига̀йр (на уелски: Gelligaer, изговаря се по-близко до Гехлига̀йр) е град в Южен Уелс, графство Карфили. Разположен е около река Римни на около 20 km на север от централната част на столицата Кардиф. Има жп гара. Населението му е 17 376 жители според данни от преброяването през 2001 г.